# Pallasseum
Le Pallasseum (nommé avant 2001 Wohnen am Kleistpark et familièrement appelé Sozialpalast) est un immeuble et complexe résidentiel, classé monument historique, situé dans le quartier de Berlin-Schöneberg, dans l'arrondissement de Tempelhof-Schöneberg, dans la Pallasstraße, à proximité de la Potsdamer Straße.
Il a été créé dans le milieu des années 1970 selon les plans des architectes Jürgen Sawade (de), Dieter Frowein, Dietmar Grötzebach (de) et Günter Plessow. Il a remplacé le Sportpalast de Berlin, démoli le 13 novembre 1973.

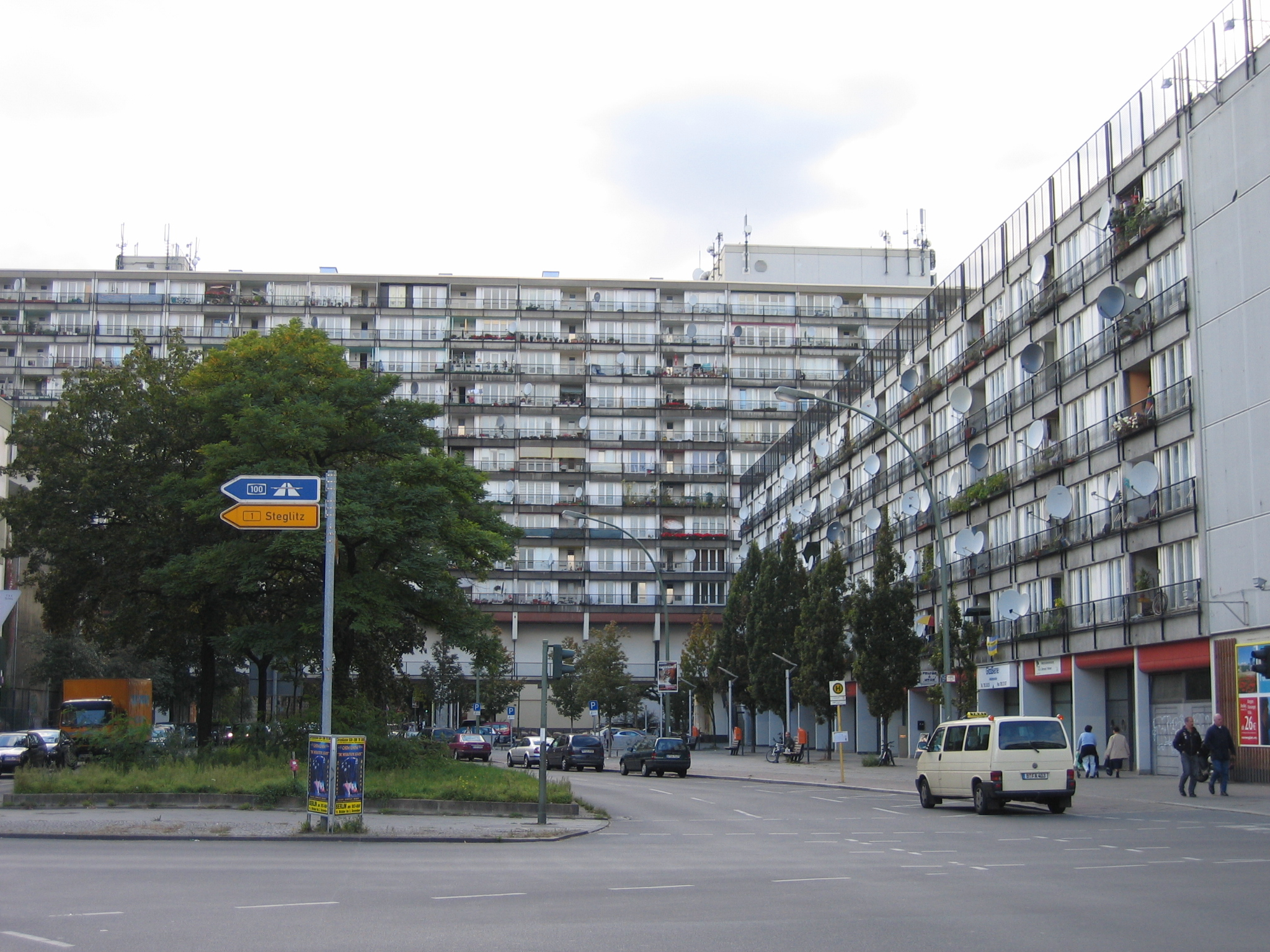
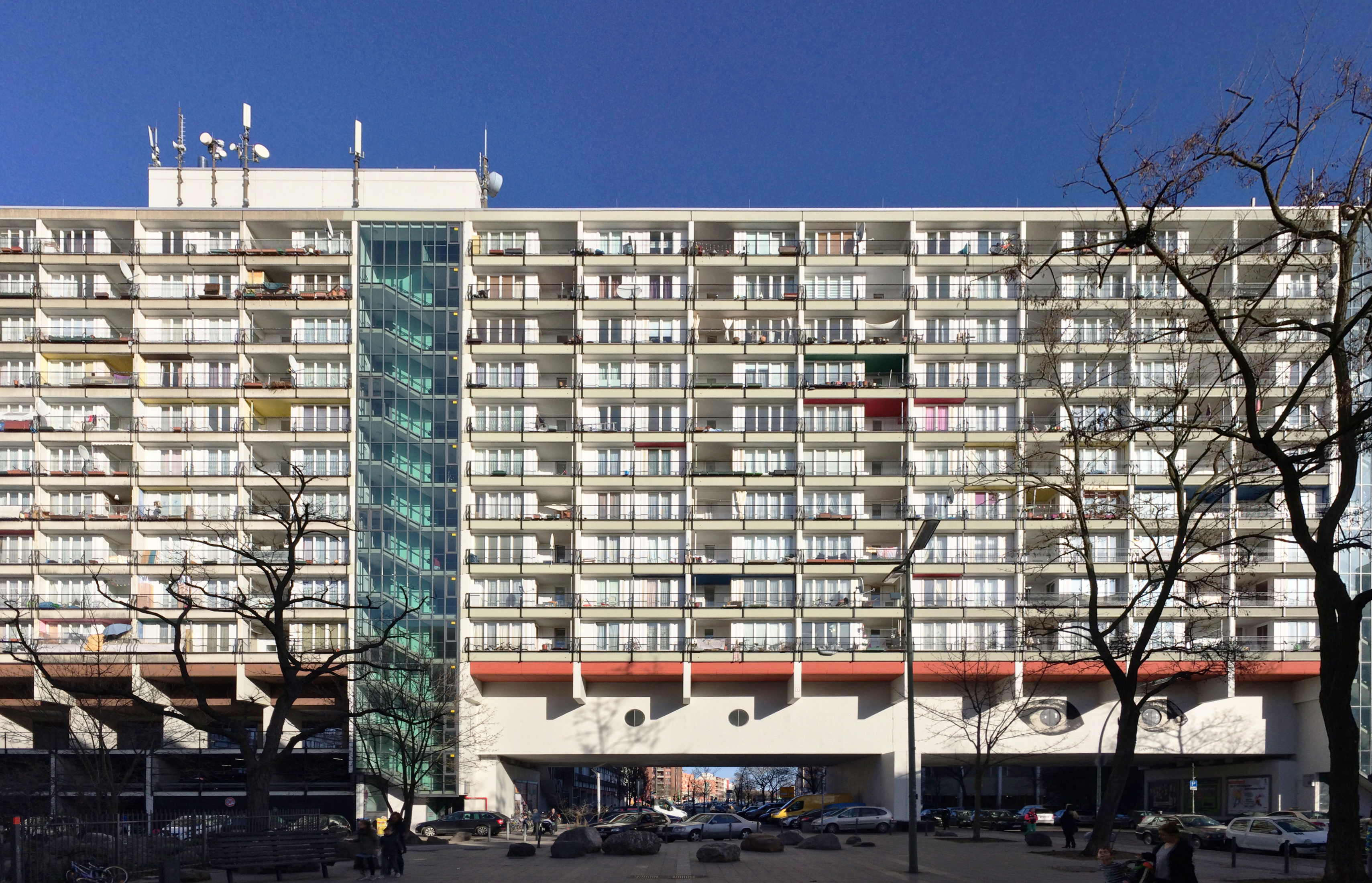
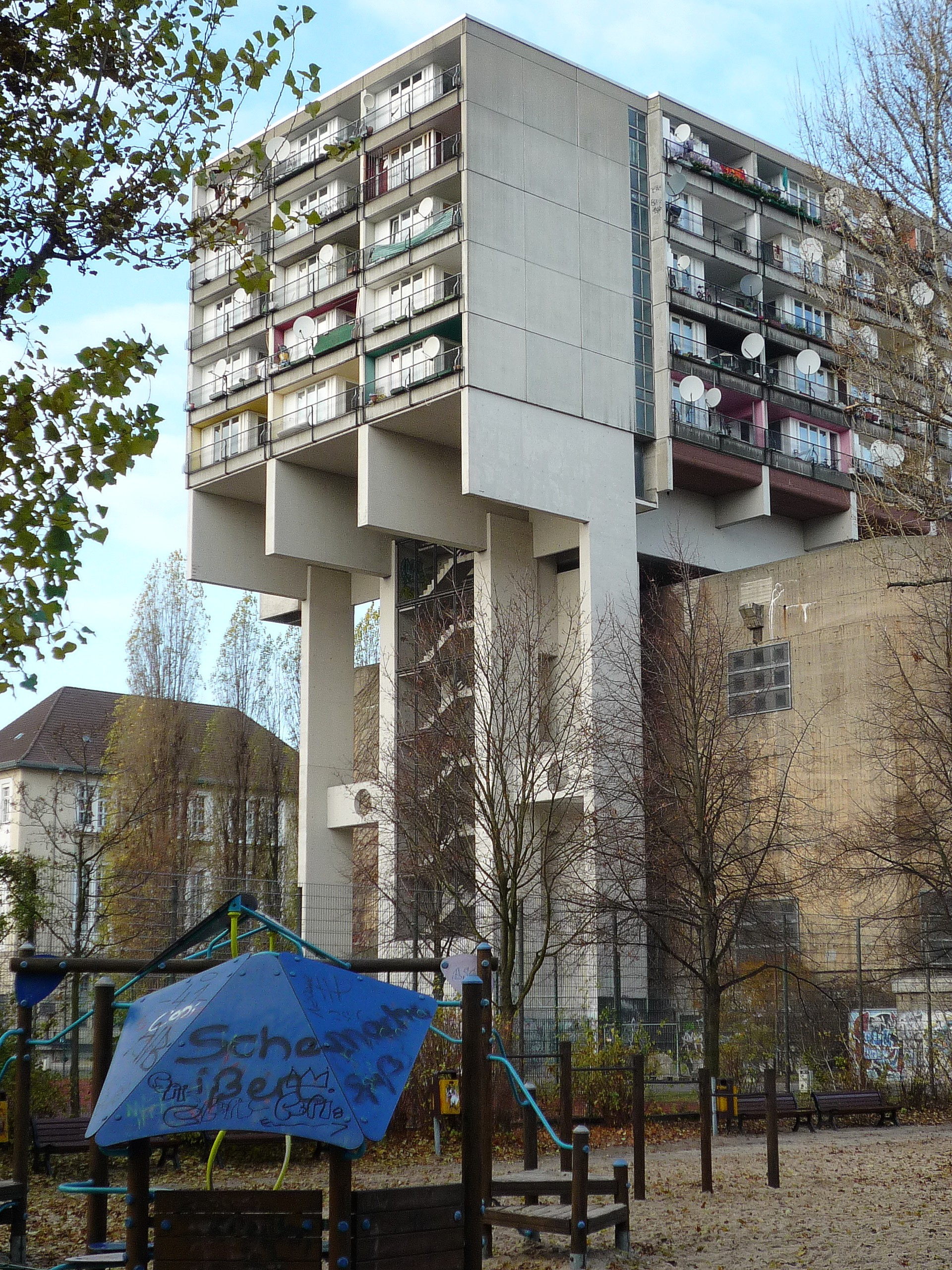